# 3115 Baily
3115 Baily (1981 PL) là một tiểu hành tinh vành đai chính được phát hiện ngày 3 tháng 8 năm 1981 bởi Bowell, E. ở Flagstaff (AM).